# Église de la Sainte-Trinité de Gornji Matejevac
Pour les articles homonymes, voir Église de la Sainte-Trinité.
L'église de la Sainte-Trinité de Gornji Matejevac (en serbe cyrillique : Црква Свете Тројице у Горњем Матејевцу ; en serbe latin : Crkva Svete Trojice u Gornjem Matejevcu) est une église orthodoxe serbe serbe située à Gornji Matejevac, dans la municipalité de Pantelej, sur le territoire de la ville de Niš et dans le district de Nišava, en Serbie. Elle est inscrite sur la liste des monuments culturels de grande importance de la république de Serbie (identifiant no SK 228),,,.
L'église est également connue sous les noms d'« église latine » (Latinska crkva) et de « Rusalija » (Roussalia).

## Présentation
L'église constitue l'un des rares exemplaires d'édifices religieux antérieurs à la dynastie serbe des Nemanjić, qui a régné du XIIe au XIVe siècle, peut-être dans la première moitié du XIe siècle,.
De dimension modeste, elle s'inscrit dans un plan quasiment rectangulaire et est constituée d'une nef unique qui, à l'intérieur, est prolongée par une abside demi-circulaire ; la nef est dominée par une coupole reposant sur un tambour octogonal doté de quatre fenêtres et soutenu par des piliers ; elle est subdivisée en trois travées ; des niches servant pour la proscomidie sont creusées dans le mur nord. Aucune trace de fresques n'est aujourd'hui visible.

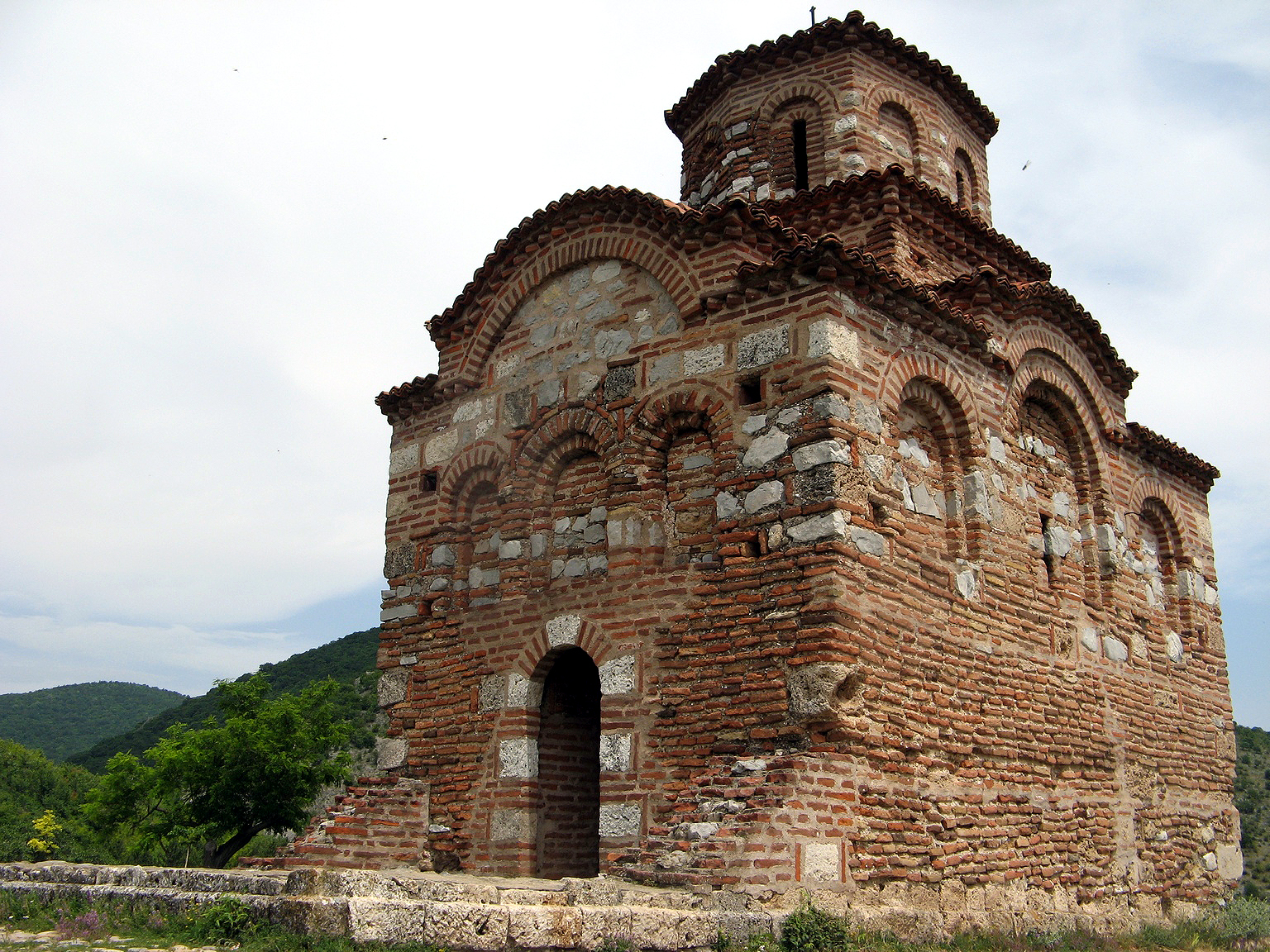
Autre vue de l'église.

Les façades sont rythmées par un jeu sur la disposition des briques et par une succession de niches aveugles.
Au XVIe siècle, l'édifice servait encore de lieu de culte ; de cette époque date sans doute la construction d'un narthex, aujourd'hui disparu. Après des fouilles archéologiques réalisées en 1969, des travaux de restauration ont rendu à l'église son apparence originelle.